# Helmut Selle
Helmut Selle (* 24. Januar 1932 in Blumroda) ist ein deutscher Buchgestalter und Typograf.

## Leben und Werk
Selle absolvierte von 1948 bis 1950 in Leipzig eine Lehre als Schriftsetzer und arbeitet dann bis 1952 in seinem Beruf. Daneben besuchte er bei Oskar Zech die Abendschule an der Hochschule für Grafik und Buchkunst Leipzig (HGBK). Von 1952 bis 1956 studierte er bei Egon Pruggmayer an der HGBK. Von 1956 bis arbeitet er als Grafiker und stellvertretender künstlerischer Leiter beim Verlag Neues Leben in Berlin. Ab 1964 war er künstlerische Leiter des Leipziger Urania-Verlags.
Selle gestaltete Bücher auch für weitere Verlage, so den Fotokinoverlag, den Transpress Verlag für Verkehrswesen und Edition Leipzig. Selle gehörte in der DDR zu den bedeutendsten Buchgestaltern. Nach der deutschen Wiedervereinigung arbeitete er in Leipzig freischaffend, u. a. für das Verlagshaus Würzburg.
Er war bis 1990 Mitglied des Verbands Bildender Künstler der DDR und erhielt 1982 den Gutenberg-Preis der Stadt Leipzig.

## Teilnahme an zentralen und wichtigen regionalen Ausstellungen in der DDR
- 1972 bis 1988: Dresden, VII. bis X. Kunstausstellung der DDR
- 1974, 1979 und 1985: Leipzig, Bezirkskunstausstellungen
- 1979: Berlin, Ausstellungszentrum am Fernsehturm („Die Buchillustration in der DDR. 1949 – 1979“)
- 1983: Berlin und weitere Städte („Karl Marx. Künstlerbekenntnisse“)